# Таутовське сільське поселення
Тау́товське сільське поселення (рос. Таутовское сельское поселение) — муніципальне утворення у складі Аліковського району Чувашії, Росія. Адміністративний центр — присілок Таутово.

## Історія
Станом на 2002 рік існували Малотуванська сільська рада (присілки Ільянкіно, Малі Тувани), Таутовська сільська рада (присілки Павлушкино, Таутово, Ходяково, Хоравари, Шерашево) та Хірлеппосинська сільська рада (присілки Пізери, Торопкаси, Хірлеппосі, Шлан).

## Населення
Населення — 1826 осіб (2019, 2151 у 2010, 2543 у 2002).

## Склад
До складу поселення входять такі населені пункти:
| Населений пункт       | Населення, осіб (2002) | Населення, осіб (2010) |
| --------------------- | ---------------------- | ---------------------- |
| Ільянкіно, присілок   | 150                    | 124                    |
| Малі Тувани, присілок | 735                    | 605                    |
| Павлушкино, присілок  | 75                     | 53                     |
| Пізери, виселок       | 53                     | 49                     |
| Таутово, присілок     | 551                    | 462                    |
| Торопкаси, присілок   | 108                    | 105                    |
| Хірлеппосі, присілок  | 245                    | 199                    |
| Ходяково, присілок    | 175                    | 182                    |
| Хоравари, присілок    | 148                    | 129                    |
| Шерашево, присілок    | 262                    | 210                    |
| Шлан, виселок         | 41                     | 33                     |